# 10148 Shirase
A 10148 Shirase (ideiglenes jelöléssel 1994 GR9) egy kisbolygó a Naprendszerben. S. Otomo fedezte fel 1994. április 14-én.